# Premier Executive Transport Services
Premier Executive Transport Services Inc. war eine 1994 gegründete US-amerikanische Fluggesellschaft aus Dedham, Massachusetts, die als zivile Tarnfirma des US-Auslandsnachrichtendiensts CIA u. a. illegale Gefangenentransporte für diesen durchführt. Die Gesellschaft wurde 2005 aufgelöst.
Die Firma hatte ihren Sitz in Dedham, Massachusetts, in Form eines Briefkastens. Sie besaß zwei Maschinen: eine Gulfstream V Turbojet (N379P) und eine Boeing 737-7BC (N313P). Beide Maschinen hatten die Freigabe, auf US-Militärbasen zu landen. Präsident der Gesellschaft war Bryan P. Dyess.

## Flugbewegungen
Die Flugbewegungen der zweistrahligen Premier Executive Gulfstream V mit dem Kennzeichen N379P sind gut dokumentiert. Von Beobachtern wurde sie auch als „Torture Taxi“ bezeichnet. Maschinen dieses Typs werden international meist als Privatjets genutzt. Die Bewegungen von N379P wurden von der Welt 2005 veröffentlicht: sie landete und startete seit dem 11. September 2001 in Afghanistan, Pakistan, Ägypten, Dubai, Jordanien, Aserbaidschan, Marokko, Indonesien und Guantánamo. Allein in den Jahren 2002 und 2003 durchquerte die Maschine nach offiziellen Unterlagen 146-mal den deutschen Luftraum. Dabei landete sie auch mehrere Dutzend Mal, zumeist in Frankfurt, Berlin und auf der amerikanischen Militärbasis Ramstein.
Zum ersten Mal fiel die Gulfstream einem pakistanischen Journalisten auf, als am 22. Oktober 2001 der jemenitische Mikrobiologe Jamil Kasim Sajeed Mohammed, verdächtig des Anschlags auf den amerikanischen Zerstörer Cole im Oktober 2000 vom Pakistanischen ISI verhaftet und US-Beamte übergeben wurde. Mohammed wurde mit diesem Flugzeug ausgeflogen. Am 18. Dezember 2001 sollen amerikanische Kräfte auf dem Stockholmer Flughafen Bromma nachts zwei Ägypter in N379P gebracht und nach Ägypten geflogen haben.
Die Bundesregierung betonte 2005, dass sich aus Fluglisten nur erkennen ließe, „wie oft welche Flugzeuge von welcher Fluggesellschaft sich im deutschen Flugraum bewegt haben oder auf deutschen Flughäfen gelandet sind“. Ob diese tatsächlich widerrechtliche Flüge waren, sei nicht erkennbar.